# Hans von Torgau
Hans von Torgau (* um 1460; † Ende 1520), auch Hans Meltwitz (nach dem Ort Meltwitz bei Torgau), war ein deutscher Steinmetz und Bildhauer, der die obersächsische Spätgotik in die Endphase überführte.

## Werk
Hans wird erstmals 1481 beim Bau der Albrechtsburg in Meißen genannt und wurde nach 1490 Parlier. Er leitete 1493–1496 den Bau des Schlosses Wittenberg und entwarf für die Torgauer Marienkirche die Chorwölbung und die Sakristei. Die Entwürfe der Franziskanerkirche in Torgau vor 1517 und die Kirche St. Wolfgang in Schneeberg (1515–1540) werden ihm zugeschrieben.
Kurz nach Hans’ Tod spendete seine Witwe im Januar 1521 die Hälfte seines Vermögens zur Unterstützung der Fertigstellung der Schneeberger Wolfgangs-Kirche an den Rat der Stadt.